# 宮原和
宮原 和（みやはら かなう、2004年（平成16年）11月10日 - ）は、日本の女優であり、競技かるた選手である。

## 人物
東京都出身。NHK Eテレの番組『みいつけた!』の2011年度エンディングテーマ『あっというまっ!』（歌唱・トータス松本）の映像出演が芸能界デビューである。これ以後はテレビドラマや映画に出演する。
一方では競技かるた選手でもあり、宮原は第18回百人一首競技かるた杉並大会（2017年）ではF1級で準優勝（2位）となり、第25回東京都かるた大会（2018年）ではE3級にて3位入賞と、選手としても実績を積んでいる。
またシュガーチャージ推進協議会（精糖工業会）のアンバサダーとして、『競技かるたで優勝を目指す女の子』として【みんなのチャレンジ310】対象者に選出された。このため、シュガーチャージ推進協議会主催のイベントにも競技かるた選手の肩書で登場することもある。

## 出演作

### テレビドラマ
- ガリレオ（2013年、フジテレビ）
- 連続ドラマW 震える牛（2013年6月16日 - 7月14日、WOWOW）- 阿部の長女 役
- ちびまる子ちゃん（2013年10月1日、フジテレビ）  - 小島富美子 役
- 瀬戸内少年野球団（2016年9月17日、テレビ朝日） - 神崎寿子 役
- 連続テレビ小説 ひよっこ（2017年4月2日 - 9月30日、NHK総合） - 谷田部ちよ子 役
  - ひよっこ2（2019年3月25日 - 28日）
- 青のSP―学校内警察・嶋田隆平―（2021年1月12日 - 3月16日、関西テレビ・フジテレビ） - 中野夏美 役[5]

### CM
- 「シュガーチャージ推進協議会～目指せ！競技かるた初優勝～」（2018年、精糖工業会）
- 「アメリカン・エキスプレス」たまたまでしょ〜笑笑　　娘役　（2021年）